# 鄧啟元
邓启元（？—1733年），字公季，号蓝阳，福建德化浔中乡蒲坂村人，清朝政治人物、榜眼。

## 生平
约生于康熙三十八年（1699年）。父邓捂，字士志，於康熙十一年（1672年）从德化移居安溪感化里湖市乡任塾师。启元幼承父教，14岁应童子试，被录取入泮。雍正二年（1724年）应乡试中举人。雍正五年（1727年）应丁未科会试，举贡士。殿试，高中榜眼及第，授翰林院编修。雍正十年（1732年）奉命典试湖北，其後回朝参纂“三礼”，因积劳成疾，回乡修养，年余病故，年仅34岁。

## 著作
著有《周官考注》五卷，《礼记注》一卷。在溪坂乡蓝溪畔有其别墅“临江楼”，楼东曾有“榜眼邓府第”，基址尚存。